# 秦河勝

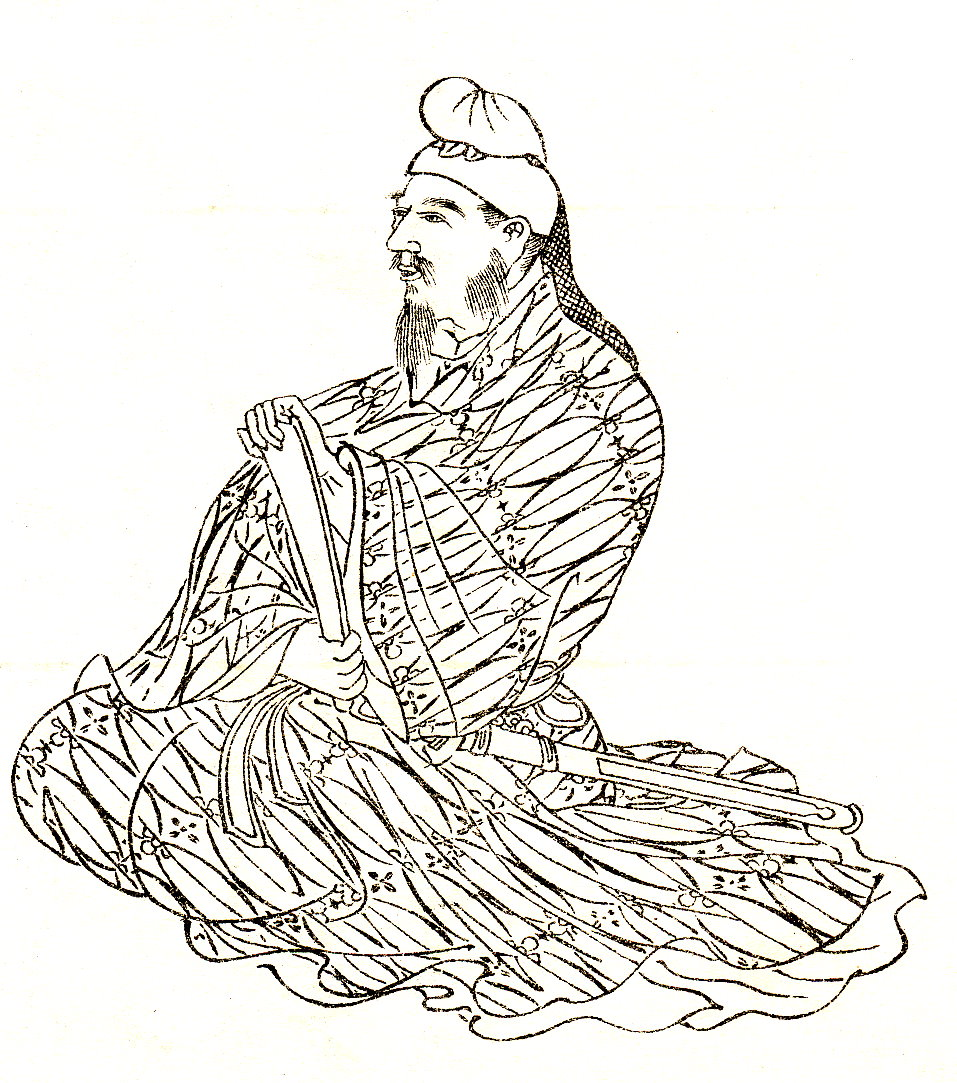
秦河勝像，选自菊池容斋《前贤故实》

秦河勝（日语：／ Hata no Kawakatsu），生卒年不詳，飞鳥时代日本秦氏领袖，冠位为大花上。

## 概要
他是飞鳥时代人物，是圣德太子宠臣。他負責建设廣隆寺，他本来是官奴后来負責管理財政。他曾侍奉敏达天皇到推古天皇几个天皇。同时他也被視为神道神樂的引进者，亦是能樂大师世阿弥始祖。
1908年日本基督徒佐伯好郎宣称秦氏是以色列人。
他的兒子就是在白江口海戰被唐軍所殺的朴市田来津。

## 內部連結
- 大生部多
- 常世神